# Imperio soviético

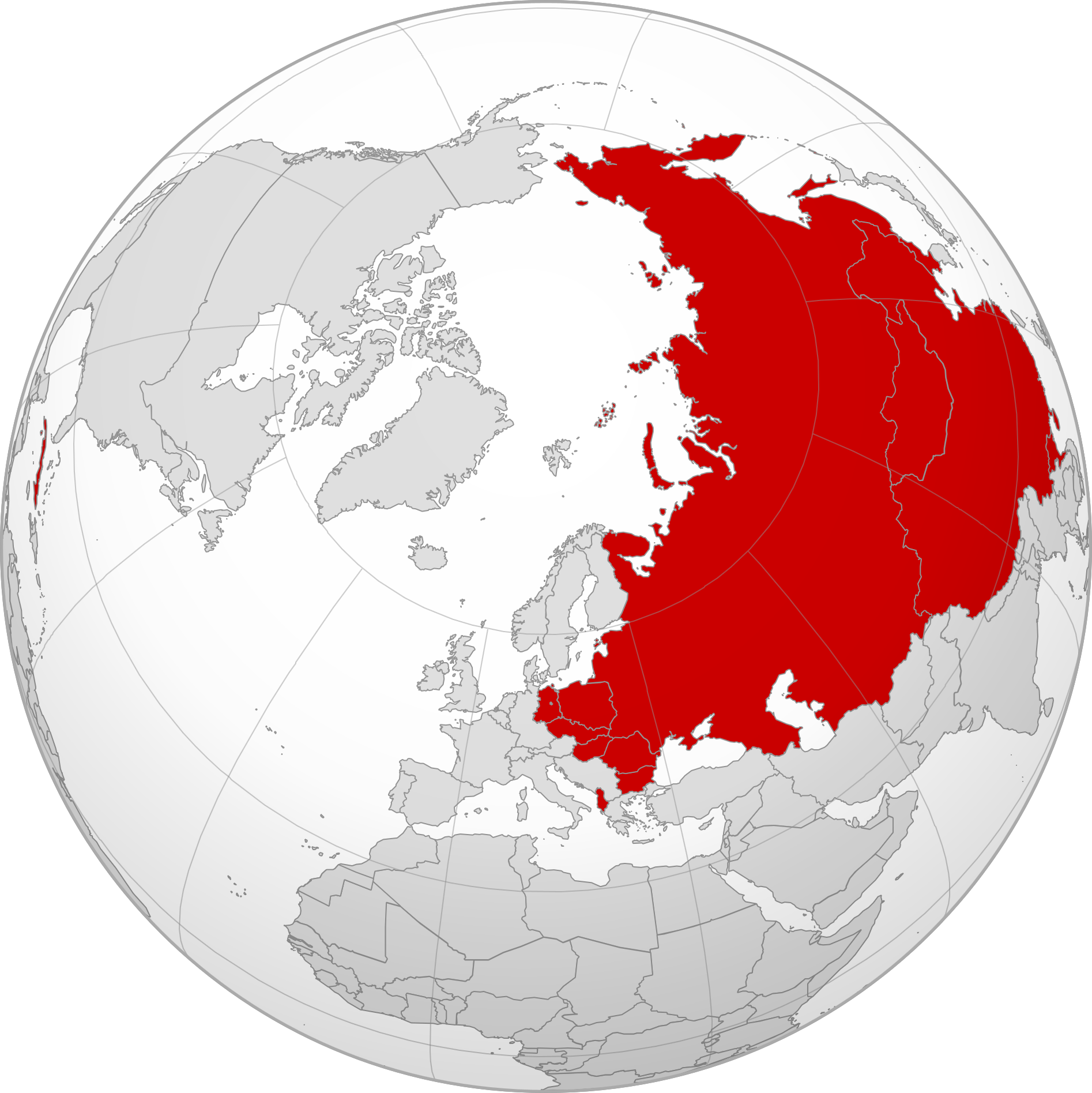
La mayor extensión del Imperio Soviético, el territorio que la Unión Soviética dominó política, económica y militarmente desde 1959 a 1960, después de la Revolución Cubana pero antes de la ruptura sino-soviética de 1961 (área total: c. 35.000.000 km²).

Imperio soviético —y en ocasiones como imperialismo soviético— es un término utilizado por los críticos de la Unión Soviética y los nacionalistas rusos para referirse a la política exterior de tipo imperialista percibida de ese Estado comunista durante la Guerra Fría. Las naciones que los críticos incluían como parte del «Imperio soviético» eran países oficialmente independientes con gobiernos socialistas separados que establecían sus propias políticas (en mayor o menor medida, dependiendo del país), pero esas políticas tenían que permanecer dentro de ciertos límites decididos por la Unión Soviética y reforzadas por la amenaza de intervención del Pacto de Varsovia (como sucedió en Hungría en 1956 y Checoslovaquia en 1968). En Occidente, a estos últimos a menudo los denominaban  el Bloque del Este o «estados satélite». Las organizaciones marxistas opuestas a la política de la Unión Soviética han venido calificando este fenómeno como socialimperialismo.

## Características

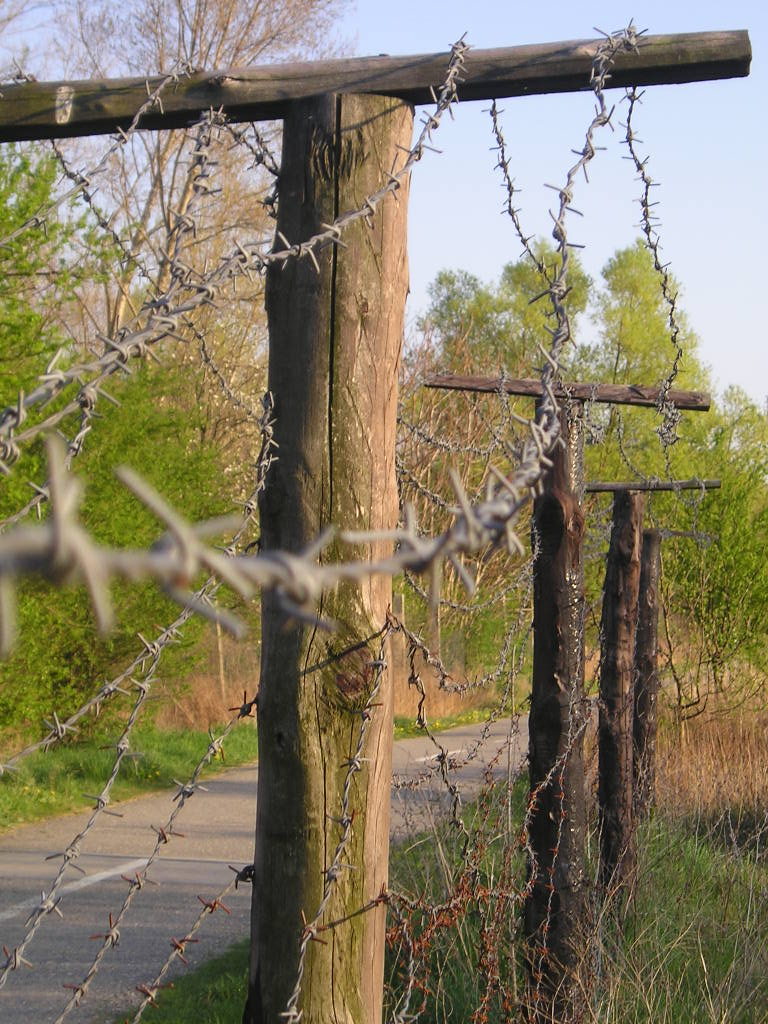
Restos de la Cortina de Hierro en Bratislava, Eslovaquia

Aunque la Unión Soviética no fue gobernada por un emperador y se declaró antiimperialista y una democracia popular, los críticos sostienen que exhibía tendencias comunes a los imperios históricos. Algunos estudiosos sostienen que la Unión Soviética era una entidad híbrida que contenía elementos comunes tanto a los imperios multinacionales como a los estados nacionales.
También se ha argumentado que la URSS practicó el colonialismo como lo hicieron otras potencias imperiales. Los maoístas argumentaron que la Unión Soviética se había convertido en una potencia imperialista mientras mantenía una fachada socialista. La otra dimensión del "imperialismo soviético" es el imperialismo cultural. La política del imperialismo cultural soviético implicaba la sovietización de la cultura y la educación a expensas de las tradiciones locales.
En general, el Imperio soviético fue una construcción político-militar. Su centro, RSFS de Rusia, no era un estado colonial en el sentido clásico de mantener colonias y explotar sus recursos naturales. Las economías de diversas partes estaban diversificadas e interrelacionadas, con frecuencia se especializaban en un tipo de producción y dependían completamente de otras en las cadenas de oferta y demanda. Por ejemplo, mientras que la RSS de Uzbekistán puede haber sido vista como un ejemplo típico de un país monocultivo productor de algodón, su capital, Taskent, se convirtió en un importante centro industrial, y la propia Rusia era un importante proveedor de materias primas para todas sus «colonias». En los casos en que el control político aún no estaba firmemente establecido, los estados satélite fueron explotados económicamente a gran escala, como sucedió en Polonia y las repúblicas bálticas después de la guerra.
La penetración de la influencia soviética en los países socialistas también fue del tipo político e ideológico: en lugar de aferrarse a sus riquezas económicas, la Unión Soviética les inyectó enormes cantidades de asistencia internacional para asegurar su influencia, finalmente en detrimento de su propia economía. Después de la disolución de la Unión Soviética, cuando Rusia se declaró sucesora de esta, reconoció 103.000 millones de dólares de deuda externa soviética, mientras reclamaba 140.000 millones de activos soviéticos en el extranjero.
Parte del nacionalismo ruso contemporáneo considera que la URSS es una continuación del Imperio ruso y, por lo tanto, considera la expansión geográfica y política de la Unión Soviética como continuación y logro adicional de la etnia rusa.

## Influencia
Se considera que el Imperio soviético incluyó lo siguiente:

### Estados satélites soviéticos

La URSS se ve en rojo, mientras que los estados en rosa son satélites. Yugoslavia, un estado comunista que fue un aliado soviético hasta 1948, está marcado en púrpura. Albania, un estado comunista que dejó de ser aliado de la Unión Soviética en los años 60 después de la división sino-soviética, está marcado en naranja.

Estos países fueron los aliados más cercanos de la Unión Soviética. Eran miembros del Comecon, una comunidad económica dirigida por los soviéticos y fundada en 1949. Además, los que están ubicados en Europa Oriental también eran miembros del Pacto de Varsovia. A veces se los llamaba el bloque soviético y eran ampliamente vistos como estados satélites soviéticos.
Dichos países eran: Bulgaria, Cuba, Checoslovaquia, Alemania Oriental, Hungría, Mongolia, Polonia, Rumania, Yugoslavia (hasta 1948, debido a la Ruptura Tito-Stalin), Vietnam (a partir de 1976), Albania (hasta 1961 debido a la división chino-soviética) y Corea del Norte (hasta 1950).
Después de la intervención china en la guerra de Corea en 1950, Corea del Norte siguió siendo un aliado soviético, pero utilizó la ideología Juche para equilibrar la influencia china y soviética. Tras la retirada de las tropas chinas en 1958, Corea del Norte siguió una política exterior altamente aislacionista. No se unió al Comecon ni a ninguna otra organización internacional de estados comunistas.

### Estados comunistas independientes

Alineaciones del mundo comunista en 1980: prosoviéticos (rojo); pro-chinos (amarillo); y Corea del Norte y Yugoslavia como no alineados (negro). Somalia había sido prosoviética hasta 1977. Camboya (Kampuchea) había sido pro-China hasta 1979.

Algunos estados comunistas eran soberanos con respecto a la URSS y criticaron muchas políticas de la Unión Soviética. Las relaciones a menudo eran tensas, a veces incluso hasta el punto de un conflicto armado. Dichos países eran: Yugoslavia (1948-1955), Albania (1955-1972, iniciada con la Ruptura albano-soviética y terminada con la Ruptura sino-albanesa), China (a partir de 1961, a raíz de la Ruptura sino-soviética), Camboya (como Kampuchea Democrática) (1975-1979, debido a la guerra camboyano-vietnamita) y Somalia (1977-1991, debido a la guerra de Ogaden)

### Implicación soviética en el Tercer mundo

Naciones con gobiernos comunistas en rojo, naciones que la URSS creía en cierto punto que se estaban "moviendo hacia el socialismo" en naranja, y otras naciones socialistas en amarillo. No todas las naciones en rojo permanecieron como aliadas soviéticas.

Algunos países en el Tercer mundo tuvieron gobiernos prosoviéticos durante la Guerra Fría. En la terminología política de la Unión Soviética, estos eran "países que se movían a lo largo del camino socialista del desarrollo", en oposición a los "países de socialismo desarrollado", ubicados principalmente en Europa del Este, pero también incluían a Vietnam y Cuba.
Recibieron alguna ayuda, ya sea militar o económica, de la Unión Soviética, y fueron influenciados por ella en diversos grados. A veces, su apoyo a la Unión Soviética finalmente se detuvo, por varias razones. En algunos casos, el gobierno prosoviético perdió el poder, mientras que en otros casos el mismo gobierno permaneció en el poder pero terminó su alianza con la Unión Soviética. Algunos de estos países no eran estados socialistas.
Dichos países eran: Egipto (1954-1973), Siria (1955-1991), Guinea Ecuatorial (1968-1979), Irak (1958-1963 y 1968-1991), Guinea (1960-1978), Malí (1960-1968), Birmania (1962-1988), Somalia (1969-1977; en 1977, al estallar la invasión somalí de Etiopía, la Unión Soviética dejó de apoyar a Somalia, con el cambio correspondiente en la retórica; Somalia rompió relaciones diplomáticas con la URSS, y Estados Unidos adoptó a Somalia como un aliado de la Guerra Fría), Argelia (1962-1990), Ghana (1964-1966), Perú (1968-1975), Sudán (1968-1972), Libia (1969-1991), Congo (1969-1991), Chile (1970-1973), Cabo Verde (1975-1991), Santo Tomé y Príncipe (1975-1991), Yemen del Sur (1967-1990), Uganda (1972-1979), Indonesia (1959-1965), India (1971-1989), Bangladés (1971-1975), Madagascar (1972-1991), Guinea Bissau (1973-1991), Etiopía (1974-1991), Laos (1975-1991), Benín (1975-1990), Mozambique (1975-1990), Angola (1975-1991), Seychelles (1977-1991), Afganistán (1978-1991), Granada (1979-1983), Nicaragua (1979-1990), Camboya (1979-1989, República Popular de Kampuchea) y Burkina Faso (1983-1987).
Además, Guyana, Tanzania, Portugal y Sri Lanka se declararon constitucionalmente como socialistas, a pesar de que la URSS nunca creyó que se estuvieran "moviendo hacia el socialismo".

### Estados neutrales
La posición de Finlandia era compleja. En la Segunda Guerra Mundial, Finlandia firmó una paz temprana con los soviéticos y este país mantuvo el control de la mayor parte de su territorio al final de la guerra. Además, Finlandia tenía una economía de mercado, comerciaba en los mercados occidentales y se unió al sistema monetario occidental. Sin embargo, aunque Finlandia fue considerada neutral, el Tratado fino-soviético de 1948 limitó significativamente la libertad de operación en la política exterior finlandesa. Se requería que Finlandia defendiera a la Unión Soviética de los ataques a través de su territorio, lo que en la práctica impidió que Finlandia se uniera a la OTAN, y efectivamente le dio a la Unión Soviética un veto en la política exterior finlandesa. La Unión Soviética podría así ejercer el poder hegemónico "imperial" incluso hacia un estado neutral. La Doctrina Paasikivi-Kekkonen trató de mantener relaciones amistosas con la Unión Soviética, y se desarrolló un amplio comercio bilateral. 
En Occidente, esto generó temores de la difusión de la "Finlandización", donde los aliados occidentales ya no apoyarían de manera confiable a los Estados Unidos y la OTAN. Para la organización terrorista maoísta Partido Comunista del Perú-Sendero Luminoso, la organización revolucionaria Movimiento Revolucionario Túpac Amaru estaba «al servicio del imperialismo soviético y sus lacayos cubanos» durante el desarrollo de la época del terrorismo en las décadas de 1980 y 1990.